# Nathan Levinson
Nathan Levinson (født, 15. juli 1888, død 18. oktober 1952) var en amerikansk lydingeniør. Han vandt en Oscar for bedste lydoptagelse for filmen Yankee Doodle Dandy og var nomineret 16 gange i den kategori.
Han var også nomineret syv gange i kategorien bedste visuelle effekter. Den Oscarstatuette Levinson vandt, blev solgt for næsten 90.000 dollars ved en auktion i Dallas i juli 2011.

## Udvalgte film
- Jeg er en flygtning (1932)
- Gold Diggers (1933)
- 42. gade (1933)
- Hele hærens gavtyv (1934)
- Kaptajn Blod (1935)
- For Englands ære (1936)
- Emile Zola's liv (1937)
- Fire døtre (1938)
- Dronningens elsker (1939)
- Havørnen (1940)
- Ulf Larsen (1941)
- Sergeant York (1941)
- Luftens musketerer (1942)
- Yankee Doodle Dandy (1942)
- Amerikas Luftvåben (1943)
- This Is the Army (1943)
- The Adventures of Mark Twain (1944)
- Hollywood Canteen (1944)
- Rhapsody in Blue (1945)
- Stjålne dage (1946)
- Johnny Belinda (1948)
- Omstigning til Paradis (1951)